# Sephisa dichroa
Sephisa dichroa es una especie de lepidóptero de la familia Nymphalidae. Es originario del Sudeste de Asia. En el sur de Asia, se encuentra en los Himalayas, donde se distribuyen por Chitral, Kumaon y el sudeste de China.
Las larvas se alimentan de Quercus incana y Quercus mongolica.

## Galería

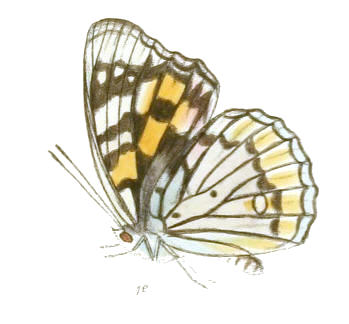
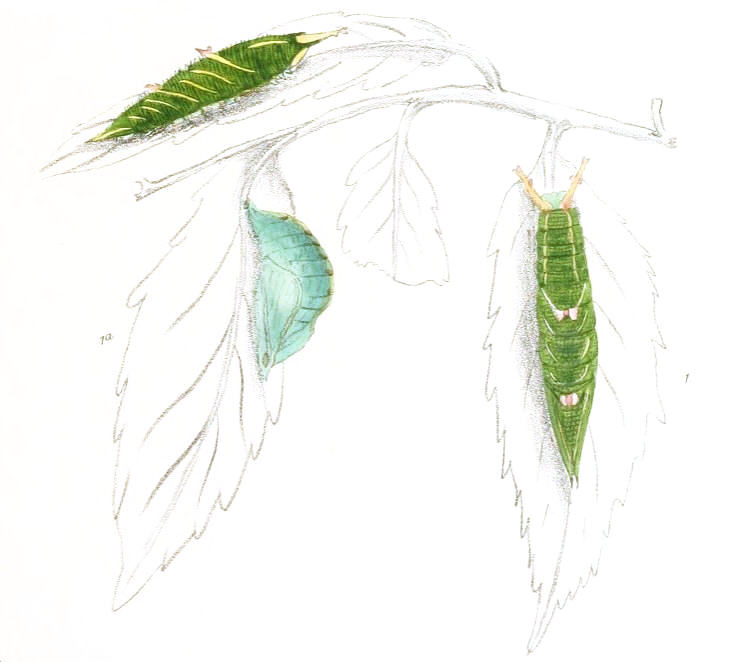
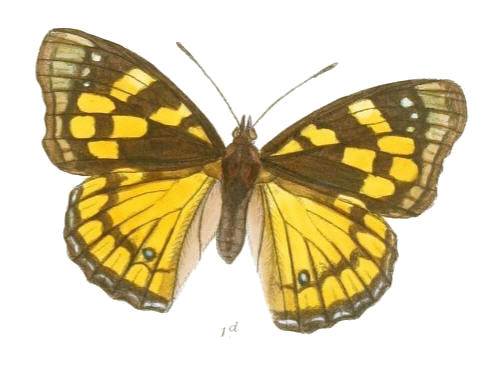